# پیمان‌کار فرعی
پیمان‌کار فرعی (انگلیسی: Subcontractor) شخص یا (در بسیاری از موارد) مشاغلی هستند که برای انجام بخش یا تمام تعهدات یک قرارداد دیگر (قرارداد اصلی)، قرارداد منعقد می‌کنند.
پیمانکار فرعی شخص  یا شرکتی است که پیمان‌کار عمومی (اصلی)، آن را برای انجام یک کار خاص به‌عنوان بخشی از یک پروژه کلی استخدام می‌کند و به‌طور معمول هزینۀ خدمات ارائه شده به پروژه را پرداخت می کند. در‌حالی‌که پیمان‌کاریِ فرعی اغلب برای انجام کارهایی در حوزۀ ساخت‌وساز و عمران صورت می‌گیرد، بااین‌حال حوزۀ وسیع‌تری را شامل می‌شود. بیشترین پیمانکاران فرعی در حال حاضر در بخش فناوری اطلاعات و بخش‌های اطلاعاتی اقتصاد، فعالیت می‌کنند.